# Stichillus latipes
Stichillus latipes är en tvåvingeart som beskrevs av Borgmeier 1959. Stichillus latipes ingår i släktet Stichillus och familjen puckelflugor. Inga underarter finns listade i Catalogue of Life.